# تأثير سمي

الجمجمة والعظمتان المتقاطعتان شعار مشهور للدلالة على السمية.

السمية أو تأثير سمي هي الضرر الذي يمكن أن تلحقه مادة بكائن حي، وقد تعكس السمية تأثيراً على كائن كامل، مثل حيوان ما، أو بكتيريا محددة، أو نبات معين، وقد تمثل تأثيرًا على أجزاء هذا الكائن كالخلايا (سمية خلوية) أو الأعضاء مثل الكبد (سمية الكبد)، وقد تكون كلمة تستخدم مجازاً لوصف آثار سامة على مجموعات أكبر وأكثر تعقيدًا كالأسرة أو المجتمع حتى.
يرتكز علم السموم على حقيقة أن الآثار التي تسببها السموم تعتمد على الجرعة التي أُخذت بها، فحتى الماء يمكن أن يكون سامًا ويؤدي إلى ما يُعرف بالتسمم المائي إذا ما أُخذ بكميات وجرعات عالية جدًا، وفي المقابل حتى في المواد شديدة السمية كسموم الأفاعي فهناك جرعة محددة تختلف باختلاف نوع السم لا ينتج عن تناول ما دونها أي تأثير ضار أو سام يمكن ملاحظته، وكما تختلف سمية المواد باختلاف جرعاتها تختلف السمية ومقدارها في الأنواع والأجناس الحية المختلفة مما يجعل تحليل السمية عبر الأنواع إشكالية حقيقية، ولذا يجري تطوير نماذج ومقاييس حديثة لتجاوز التجارب على الحيوانات مع الحفاظ على مفاهيم السمية والحقائق المرتبطة بها
.

## أنواع السموم
أنواع التسمم:
1- كميائية
2- بايولجية
3- فيزيائية
- المواد السامة الكيميائية: وتشمل المواد غير العضوية مثل الرصاص، والزئبق، وحمض الهيدروفلوريك، وغاز الكلور، وكذلك تشمل المركبات العضوية مثل الميثانول، ومعظم الأدوية، والسموم من الكائنات الحية، وفي حين أن بعض المواد المشعة هي أيضا مواد سامة كيميائية إلا أن الكثير من هذه المواد غير سامة كيميائياً حيث تعود نتائج التسمم الإشعاعي إلى التعرض للإشعاع المؤين التي تنتجها المواد المشعة بدلاً من التفاعلات الكيميائية مع هذه المواد نفسها.
- المواد السامة البيولوجية: وتشمل البكتيريا والفيروسات التي يمكن أن تحدث الأمراض في الكائنات الحية، من الصعب أحياناً قياس السمية البيولوجية لأنه يمكن من الناحية النظرية لفيروس واحد أو خلية بكتيرية واحدة - أو ربما طفيلاً أو دودة- أن تتكاثر لتسبب عدوى شديدة الخطورة، ومع ذلك فتأثير السمية البيولوجية يعتمد على قوة الجهاز المناعي في المصاب وقدرته على التعامل مع مسبب المرض.
- المواد السامة المادية: هي المواد التي تتداخل وتتعارض مع العمليات الحيوية نظراً لطبيعتها المادية، ومن الأمثلة على ذلك غبار الفحم، وألياف الاسبستوس وحبيبات ثاني أكسيد السيليكون، وكل هذه المواد مثلاً يمكن أن تؤدي في نهاية المطاف إلى الوفاة في حالة استنشاقها، المواد الكيميائية المسببة للتآكل تمتلك سمية مادية لأنها تدمر الأنسجة، لكنها ليست سامة مباشرة ما لم تتدخل مباشرة مع النشاط البيولوجي للكائن الحي. ويمكن للمياه أن تكون بمثابة مادة سامة مادية إذا أخذت بجرعات عالية للغاية لأن تركيز الأيونات الحيوية يقلل بشكل كبير إذا كان هناك الكثير من المياه في الجسم، كذلك فإن الغازات الخانقة يمكن اعتبارها مواد سامة مادية لأنها تعمل من خلال حجب الأكسجين في البيئة ولكنها خاملة بمعنى أنها ليست غازات سامة كيميائية.

## العلاج (اسعاف)
- العلاج الأولي لجميع أنواع التسمم هو التأكد من كفاءة وظائف الجهار الدوري والتنفسي وتقديم العلاج لجميع الأعراض مثل النوبات، الصدمة والألم.
- السموم المحقونة (مثل: من لسعة الحيوانات) يمكن معالجتها عن طريق ربط الجزء المصاب من الجسم بضمادة ووضع الجزء المصاب بالماء الحار (درجة الحرارة 50 °). الربطة الضاغطة تمنع السم من الوصول إلى الأجزاء الأخرى من الجسم، والماء الحار يكسّر السم. هذا العلاج يعمل فقط إذا كان السم مكوّن من جزيئات البروتين.[3]
- في أغلب السموم أساس العلاج يكون عن طريق تقديم رعاية داعمة للمريض (علاج الأعراض بدلًا  من السم).

### التطهير
- علاج السموم المبتلعة حديثًا يتضمن التطهير المَعِدِيّ لتقليل الامتصاص.
- التطهير المَعِدِيّ يتضمن كربون نشط، غسل المعدة، إِرْواء تام للأمعاء أوشفط أَنْفِيٌّ مَعِدِيّ. الاستعمال الروتيني للمُقَيِّئات (شراب الإيبيكا)، المسهلات أو المُلَيِّنات أصبح غير منصوح به.
- الكربونات غير فعّالة ضد المعادن مثل: صوديوم، بوتاسيوم والليثيوم، والكحول والجليكولات. من غير المنصوح به ابتلاع المواد الكيميائية المتآكلة مثل الأحماض والقواعد.
- الكربون النشط هو العلاج الأمثل لمنع امتصاص السموم. غالبًا يعطى للمريض في غرفة الطوارئ أو من قبل مسعف مختص. لكن، الكربونات غير فعّالة ضد المعادن مثل: صوديوم، بوتاسيوم والليثيوم، والكحول والجليكولات. من غير المنصوح به ابتلاع المواد الكيميائية المتآكلة مثل الأحماض والقواعد.[4]
- من المفترض أن المسهلات تقلل من الامتصاص عن طريق زيادة إخراج السموم من جهاز هضمي. يوجد نوعين من المسهلات المستخدمة لمرضى التسمم؛ مُسْهِلٌات مِلْحِيّة (كبريتات الصوديوم، سترات المغنيسيوم،كبريتات المغنيسيوم) ومسهلات سكرية (سوربيتول). هذه المسهلات غير منصوح بها الآن لأنها لم تظهر أنها تحسّن حالة المريض.[5]
- التقيّؤ (المُستحْدَث من الإيبيكا) أصبح غير منصوح به في حالات التسمم، لأن التقيّؤ غير فعّال في إزالة السموم.[6]
- غسل المعدة، المعروفة بمضخّة المعدة، وهو إدخال أنبوب إلى المعدة، متبوع بإعطاء المريض الماء أو سائل ملحي عن طريق الأنبوب ثم يسحب السائل مع مكونات المعدة عن طريق الأنبوب. غسل المعدة هو العلاج المتعارف عليه لعدة سنين لمرضى السموم. لكن مراجعة حديثة في السموم اقترحت أن هذه العملية ليس لها أي فائدة.[7] هذه العملية مازالت تستعمل أحيانًا إذا كان ابتلع السم في غضون ساعة من العملية أو كان التعرض للسمّ يسبب خطرًا شديدًا على حياة المريض.
- الشفط الأَنْفِيٌّ المَعِدِيّ يتضمن إدخال أنبوب عن طريق الأنف إلى المعدة ثم يتم شفط مكونات المعدة. هذه العملية تستعمل لسموم السائلة وعندما تكون الكربونات النشطة غير فعّالة مثل تسمم جليكول الإثيلين.
- الإِرْواء التام للأمعاء ينظف الأمعاء. هذه العملية تتم عن طريق إعطاء المريض محلول جليكول متعدد الإيثيلين. المحلول جليكول متعدد الإيثيلين هو محلول متوازن انتشاريًا ولا يمتصّه الجسم لذلك يعمل على تنظيف جهاز هضمي. استعمالاته الأساسية هي ابتلاع مستمر للعقاقير، السموم غير الممتصة من الكربونات النشطة (ليثيوم، الحديد)، وإزالة رزم العقاقير المبتلعة (تهريب العقاقير).[8]

### تعزيز الإخراج
- في بعض الحالات إزالة السموم تكون عن طريق استعمال مدرّات البول، غسيل الدم، ترويق الدم، طب الضغط العالي، الغسيل الصفاقّي، تبديل الدم وعمليّة إزالة معدن ثقيل من الدّم. لكن هذا قد يزيد من سوء التسمم في بعض الحالات، لذلك يلزم أن يرتبط بالمواد المتضمنة.[9]

## تلوث الأغذية
ملاحظات عامة General Remarks
يجب الانتباه بخاصة إلى إمكانية تلوث الأغذية بالمركبات السامة. فقد توجد في الأغذية عرضية وقد تأتي إليها بطرق مختلفة. والأمثلة عن الملوثات هي:
• ملوثات آتية من حرق الوقود الأحفوري، النيوكليدات المشعة من الهيال الساقطة أو الناتجة من العمليات الصناعية (أثار العناصر السامة، نیو کلیدات المشعة، هیدروکربونیات العطرية متعددة الحلقات، دايوكسينات).
. مكونات مواد التعبئة أو من المنتجات شديدة الاستعمال (مواحید، مثبتات، البوليمر، ملدنات، ثنائي فينيل عديدات الكلور، عوامل التنظيف والغسيل، والمطهرات).
. المستقلبات السامة للأحياء الدقيقة (ذيفانات معوية، ذيفانات فطرية).
• المتبقيات من عوامل وقاية النبات (PPA).
• المتبقيات من رعاية حيوانات المزرعة والدواجن (الأدوية البيطرية ومضافات). ويمكن أن تتشكل ملوثات الأغذية السامة ضمن الغذاء نفسه أو ضمن الجهاز الهضمي للإنسان عبر تفاعلات لبعض المواد الأولية في الأغذية والمضافات (مثل نتروزو أمينات). ومن الوسائل التي تحتاجها للوقاية من تلوث الأغذية هي:
. ضبط الغذاء بتطبيق التحليل الشامل.
• تعيين مصادر التلوث.
• وضع تشريعات (وهي معايير قانونية تسمح أو تحظر، أو تمنع، أو تضبط استعمال ملوثات الغذاء القوية والعمليات المترافقة معها وتؤسس مستويات الملوثات المسموح بها في الأغذية. إن تقويم سمية ملوث هدف صعب لأسباب مختلفة. أولا، لعدم وجود بيانات كافية لجميع المركبات، وعدم نفي وجود احتمالات التأثيرات تآزريه لمختلف المركبات، متضمنة على الأغلب نواتج تدر کها. يضاف إلى ذلك مخاطر يفرضها العمر والجنس والحالة الصحية والاستهلاك المعتاد للغذاء. واستنادا إلى ما سبق فإن أي نص حول " تركيز التحمل يجب أن يأخذ بالاعتبار عوامل كافية من السلامة. يؤخذ في المقايسة السمية بالتعيينات الآتية:
• السمية الحادة، ويشار إليها LD50 (هي الجرعة التي تقتل 50% من في سلسلة الاختبارات).
• السمية تحت الحادة، ويتم تعيينها باختبارات تغذية الحيوانات لمدة أربعة أسابيع.
• السمية المزمنة، ويتم مقایستها بتغذية الحيوانات في اختبارات تدوم لمدة 6 أشهر إلى سنتين. ويجب الانتباه في اختبارات السمية المزمنة إلى مدى وجود أعراض مسرطنة، مطفرة، ممسخة. وتجري هذه الاختبارات على نوعين من الحيوانات على الأقل، أحدهما من غير القوارض. أعلى مستوى جرعة من المادة المعطاة للحيوانات خلال حياتها وملاحظتها لعدة أجيال، التي لم تحدث أي تأثير «المستوى الذي لم يلاحظ فيه تأثير ضار NOAEL)» No Observed Adverse Effect Level ، ملغ / كغ جسم الحيوان المختبر في اليوم أو ملغ / كغ علف في اليوم). ويستعمل هذا المستوى كأساس لتقدير الخطر على الإنسان في جميع ا الحالات التي لوحظ فيها وجود ترابط بين الجرعة والتأثير الملاحظ. يضرب مستوى NOAEL بعامل سلامة (SF: 10 إلى 5 × 4-10 وغالبا ما يكون 2-10) الذي يأخذ في الاعتبار الأفراد الحساسين، والأفراد الذين يبتعدون عن معدلات الاستهلاك، وعوامل أخرى غير معروفة، كلها تؤخذ بالاعتبار لحساب الجرعة المقبولة سمية. ويعبر عنها RD (الجرعة المرجعية بال ملغ / كغ وزن الجسم (BW) / اليوم أو يعبر عنها بالدخول اليومي المقبول (ADI).
ROD: أن RD الحاد هو تقدير لكمية المادة الكيميائية الموجودة في الغذاء وتتعلق بوزن الجسم وبالحقائق الأخرى المدونة عند إجراء التقدير ويمكن تناولها خلال فترة زمنية قصيرة (عادة خلال وجبه أو يوم) بدون التسبب باختطار مميز على صحة الإنسان.
ADI: تشير قيمة ADI إلى مقدار المادة التي يمكن للمستهلك أن يتناولها كل يوم طيلة حياته مع الغذاء بدون التسبب بإصابة مميزة في صحته.
.لعناصر الزهيدة السامة
1- الزرنيخ Arsenic
أتى الزرنيخ على رأس قائمة المواد الخطيرة التي نشرت في عام 1999 في الولايات المتحدة الأمريكية وذلك لتواتر وجوده في البيئة ونشاطه السام، ولاحتمال تعرض الإنسان إلى هذا العنصر. ويلي الزرنيخ الرصاص ثم الزئبق، وفينيل كلوريد بنزین، و PCBs ، والكادميوم، وبنزو (ه) بيرين (المصدر وكالة المواد السامة وتسجيل الأمراض ATSDR). ويحتمل أن يبلغ مقدار الزرنيخ غير الخطر عندما يتناول بالفم 0.3 ميكروغرام / كغ وزن الجسم اليوم.
2- الزئبق Mercury
يأتي التسمم بالزئبق عن طريق تناول الطعام من مركبات الزئبق العضوية مثل ثنائي میتیل الزئبق (CH3 , - Hg – CH3
وأملاح میتیل الزئبق، وأملاح بنتيل الزئبق إن المواد السابقة سامة جدا وذوابة في الشحوم، وتمتص مباشرة وتتجمع في كريات الدم الحمراء والجهاز العصبي المركزي . يستعمل بعضها مبيدات فطور ولمعالجة البذور (رش البذور). تصنع مرکبات میتیل الزئبق من رواسب أملاح الزئبق اللاعضوية الموجودة في قعر البحيرات والأنهار. وبالتالي يحتمل أن ترتفع كمية هذه المركبات في الأسماك والأحياء الأخرى التي تعيش في الماء . يبدو أن مستوى الزئبق الطبيعي في البيئة قد استقر خلال 50 سنة الماضية. وتشير سجلات التسمم بالزئبق في اليابان أن سببه استهلاك سمك تم اصطياده من مياه ملوثة بشدة بمياه نفايات صناعية تحتوي على الزئبق، وإن سبب التسمم في العراق راجع إلى استهلاك طحين بذور حبوب ژشت بالزئبق لاستعمالها في الزراعة. تصل الجرعة التي يمكن أن يحملها الكهل 70 كغ ما مقداره 0.35 ملغ Hg في الأسبوع، ومنها 0.2 ملغ كحد أعلى أت من میتیل الزئبق عالي السمية . ويعطي متوسط المدخول من الطعام، ومعظمه من استهلاك السمك.
3- الرصاص Lead
يزداد تلوث البيئة بالرصاص مع التوسع في التصنيع وبالإصدارات الآتية من السيارات التي تجري على وقود مضاف اليه الرصاص. يضاف رباعي اتيل الرصاص إلى الوقود لتحسين الخبط، ولزيادة رقم الأوكتان، ويتحول مع احتراق الوقود إلىPbCI2 ،Pbo ومركبات أخرى لا عضوية للرصاص. وقد وجد أن الجزء الأكبر من هذه المركبات في شريط عرضه
الوقود إلى PbCl Pb0 ومركبات أخرى لا عضوية للرصاص. وقد وجد أن الجزء الأكبر من هذه المركبات في شريط عرضه تقریبا 30 م على طول الطرق السريعة، ويتناقص مستوى الرصاص بشدة بعد هذه المسافة. أما على مسافة 100 م من طريق كثيف السير يتناقص مستوى الرصاص في الجو بمعدل 10 مرات وفي التربة والنباتات بمعدل 20 مرة من المستوى الموجود في الطريق. أدى تناقص مستوى الرصاص في الوقود وزيادة استعمال الوقود غير مضاف إليه الرصاص إلى انخفاض مدى التلوث. ويذكر أن تلوث البيئة بالرصاص لم يؤد بصورة معتدة إلى رفع مستوى الرصاص في الأغذية . لأن الرصاص في التربة مستوقف (لا يتحرك)، وبالتالي فإن زيادة مستوى الرصاص في النبات لا يتناسب مع مدى تلوث التربة. أما الخضار ذات السطح الواسع سبانخ، الملفوف) فقد تحوي مستويات أعلى من الرصاص عندما تزرع قرب مصدر انبعاث للرصاص . لا ينتقل الرصاص إلى الحيوانات التي أطعمت نباتات ملوثة لأن الجسم لا يمتص الكثير من الرصاص ومعظمه يطرح في البراز . من المصادر الأخرى للتلوث بالرصاص القصدير الذي يحتوي الرصاص في أدوات الطبخ والعلب المعدنية الملحومة وطلاءها المحتوي على الرصاص، وبخاصة إذا كان الغذاء حامضية. المصادر السابقة للتلوث أقل أهمية. بعد 1.75 ملغ رصاص في الأسبوع على أنه الجرعة القابلة للتحمل للبالغين من وزن 70. دل تحليل الشعر والعظام أن تلوث الإنسان بالرصاص في عصر ما قبل التصنيع كان أعلى مما هو عليه اليوم.يرجع ذلك إلى وجود أنابيب الرصاص المستعملة في جلب ماء الشرب والأدوات المطلية بقصدير يحتوي رصاص وإلى كثرة استعمال أملاح الرصاص في وضع طبقة سميكة لامعة على الفخار المستعمل كأدوات في المطبخ .

### 4-الكادميوم Cadmium
لا يشبه أيون الكادميوم أيون رصاص والزئبق، لأنه يمتص مباشرة من النباتات ويتوزع بالتساوي في جميع نسجها، ولذلك فإن نزع التلوث بإزالة القشرة، وإزالة الأوراق الخارجية، كما هي الحال مع الرصاص، غير ممكن هنا. تحوي بعض الفطور البرية فطور الحصان، والفطور العملاقة ... الخ) والفستق السوداني وبذور الكتان كميات أعلى من الكادميوم . عند الاستهلاك يزداد مدخول الكادميوم كلما طحنت بذور الكتان بصورة أنعم. ومصادر التلوث هي المياه العادمة الصناعية والحمأة من محطات التصفية التي غالبا ما تستعمل كأسمدة.
يؤدي مدخول الكادميوم لفترة طويلة إلى تجمعه في أعضاء الإنسان، وبخاصة في الكبد والكلى، حيث يسبب مستوى -0.3 0.2 ملغ cd / غ قشرة الكلية. تقدر الجرعة التي يمكن أن يتحملها الإنسان البالغ (70 كغ) في الأسبوع 0.49 ملغ کادمیوم. وعلى العموم توضح الدراسات الحديثة أن تركيز العناصر الزهيدة السامة، الرصاص، الزئبق، الكادميوم تميل نحو التناقص . وهذا راجع جزئيا إلى تحسن تحليل العناصر الزهيدة وإلى التناقص الفعلي في الأغذية.
5- نيوكليدات المشعة.

### المركبات السامة من أصل جرثومي Toxic Compounds of Microbial Origin
1-التسمم الغذائي بالذيفانات البكتيرية Food Poisoning by Bacterial Toxins
تعود معظم حالات (60 - 90%) التسممات الغذائية إلى البكتيريا . وتتميز مسبباتها حسب مدخول الأغذية إلى:
¤انسمام (تسمم مثل Staphylococcus aureus ، Clostridium botulinum).
¤أمراض يسببها تلوث واسع بأنواع ممرضة اختبارية، مثل Clostridium perfringens و Bacillus cereus.
¤أمراض معدية تسببها أنواع Salmonella أو Escherichia coli Shigella.
¤أمراض من أسباب غير واضحة، مثل تلك الآتية من Pseudomonas spp ، Proteus spp .
يعود أسباب النشاط الضار لهذه البكتيريا في الجهاز الهضمي إلى ذيفانات معوية تقسم إلى مجموعتين، الذيفانات الخارجية (ذيفانات تفرز من الأحياء الدقيقة إلى البيئة المحيطة) والذيفانات الداخلية (التي تبقى داخل خلايا الأحياء الدقيقة وتحرر عندما تتخرب الخلايا). تتحرر الذيفانات الخارجية أساسا من قبل البكتريا الموجبة للغرام خلال نموها. وهي مكونة بمعظمها من بروتينات سامة جدا وذات فعل مستضدي وتصبح فعالة بعد مرورها بفترة سكون. وتضم هذه المجموعة ذيفانات تتحرر بوساطة Clostridium botulinum (ذيفان بوتلين، بروتين کروي سام عصبيا) و C. Perfringens و Staphylococcus aureus. إن التسمم با St. aureus هو أكثر تسممات الغذاء حدوثا، ومن أعراضه الإقياء، الإسهال، ألم في المعدة، ومسببه الرئيسي الأغذية حيوانية المنشأ اللحم ومنتجاته، الدواجن، الجبن، سلطة البطاطا، المعجنات). أساس الذيفانات الداخلية من البكتريا السالبة للغرام، وهي تعمل كمستضدات وترتبط بشدة إلى جدار خلية البكتريا وهي معقدة بطبيعتها، فهي مكونة من بروتين، وعديد سكرید، وليبيدات. الذيفانات الداخلية نسبية ثابتة حرارية، وهي على العموم نشيطة بدون حاجتها إلى فترة حضانة. إن الذيفانات التي تسبب می تيفية وباراتيفية، وداء السالمونيلات والزحار البكتيري هي من هذه المجموعة. وداء السالمونيلات شديد الخطورة وهو عدوى بذيفانات يبلغ عددها نحو 300 نوع: ولكنها أحياء قريبة من بعضها. تتميز العدوى بحمى داخلية والتهاب المعدة والأمعاء وانتان دموي سالمونيلي: ومصادر العدوى مختلف ولكنها أحياء قريبة من بعضها. تتميز العدوى بحمى داخلية والتهاب المعدة والأمعاء وانتان دموي سالمونيلي: ومصادر العدوى منتجات البيض، الدواجن المجمدة، لحم البقر المفروم، منتجات الحلوى والكوكا. يدل وجود بكتريا E. coli أولا على وجود تلوث برازي، وهذا يعطي انتباهة خاصة. وهذه البكتريا يدخل معها سلالة ذات ذيفان داخلي، وهي السلالة ذات الخطورة الخاصة التي اكتشفت في عام 1983.
2- الذيفانات الفطرية Mycotoxins
هناك أكثر من 200 ذيفان فطري تنتج في شروط معينة من قبل 120 نوعا من الفطور أو الأعفان. الذيفانات الفطرية ذات الاهتمام الخاص في حفظ الأغذية وتخزينها.
إن عدوى الشيلم ولحد أقل الحبوب الأخرى بفطر الدبوسية الفرفورية Claviceps purpurea (أرغوت، أو مهماز الديك roostr's spur مسؤول عن مرض يسمى التسمم بالأرغوت (أعراضه غينغرينية واختلاجات). أعطيت أهمية في الماضي لهذا المرض نتيجة تناول حبوب شیلم مصابة. توقف عملية هذا المرض نتيجة المعاملة البذور بميدات النمو الفطور والقيام بتنظيف الحبوب قبل الطحن.
معظم بيانات الذيفانات الفطرية هي على الجنس Aspergillus spp والأملاتوكسينات التي تنتجها خلال نموها. وهي الذيفانات الأكثر شيوعا وأعتى الذيفانات الفطرية سمية ، مثل أفلاتوکسين، B ، وهو أقوى مسرطن معروف، ففي تحارب على الجرذان تبين أن تأثيره المسرطن يظهر في جرعة يومية 10 ميكروغرام / كغ وزن. وفي دراسة مقارنة تبين أن الخاصة المسرطنة لمركب شديد السمية هو ثنائي میتیل نتروزو أمين تظهر عند جرعة يومية 750 ميكروغرام / كغ وزن الجسم. والأغذية التي تعد أول ما يتلوث بالأفلاتوکسينات المواد النباتية (وبخاصة المكسرات والفاكهة). تمر الأفلاتوکسينات من الأعلاف العفنة إلى منتجات الحيوان وأولها الحليب. يحول الاستقلاب في الأبقار الحلوب مجموعة B، من الأفلاتوکسينات إلى المجموعة M) M تشير إلى المستقلبات)، وهي أيضا مسرطنة . وفي برنامج مراقبة الأغذية الذي جرى بين 1995 و 2002 اختبر أكثر من 40 غذاء لمعرفة مدى وجود الأفلاتوکسینات، دیو کسي نيفالينول، فوموزین، باتولين، أوزیرالينون . وجدت أفراد من الذيفانات الفطرية في 21% من العينات، وكان الفستق الحلبي أكثرها إصابة. يغدو تقويم المخاطر الصحية الناشئة من الذيفانات الفطرية عديم الفائدة عند تطبيقه على الأفلاتوكسينات لأن هذه المواد تخرب DNA ومسرطنة ولم يلاحظ لها عتبة دونها لا يوجد لها تأثير ضار. ولكن التقويم ممكن في حالة دیو کسي نيفالينول، مع التحفظ على افتراض وجود قيم مرجعية محددة لو مؤقته. وسبب التحفظ يعود إلى الحقيقة أن البيانات المقدمة للتقويم الصحيح لتأثيراتها في صحة الإنسان لا تزال محدودة تماما. يجب معرفة مدخول الطعام حتى نحسب كيفية استعمال القيم المرجعية. ولتحقيق هذا الغرض أجريت دراسة وطنية كبيرة لمعرفة الاستهلاك في ألمانيا الاتحادية بين عام 1985 و 1988، وبالنظر إلى الأغذية المفضلة عرف مقدار الاستهلاك ومتوسط وزن الجسم للأفراد الذين خضعوا للاختبار . وقسم فيها الأفراد الخاضعين للاختبار ، للتفرقة في عرض النتائج، قسم الأفراد إلى 10 فئات مختلفة في الأعمار والجنس ومجموعات الاستهلاك ، أي إلى أطفال، رجال، نساء. أنه في حالة ديوكسي نيفالينول فإن استعمال القيم المرجعية نسبيا عال ومن مستوى 34.1-82.5%. وقد حسبت القيمة العليا لأطفال 4-6 سنوات والقيمة الدنيا للمرأة (متناولة للسمك). منتجات الحبوب ملوثة رئيسية بأوكسي نیفالینول. وأكثر ما يتناول أو کراتوکسين الأطفال وبالإضافة إلى منتجات الحبوب تعد عصائر الفاكهة مصدرا لهذه المواد. عند إجراء مقارنة بين طريقة UV / HPLC لتحليل الباتولين من الذيفانات الفطرية تناقص حد الكشف بعامل 100 إذا استعملت طريقة مقایسة تمديد النظائر مع باتولين كمعيار داخلي. وقد وجد في عصير التفاح 5.7 - 26.0 ميكروغرام / ل باتولين بعد إجراء سيللة وقياسات طيفية في كروماتوغرافيا الغازية / مطياف الكتلة.

### المواد المؤذية من العمليات الحرارية
1- الهيدروكربونيات العطرية عديدة الحلقات PAHs) Polycyclic Aromatic Hydrocarbons(PAHs
يعطي حرق المواد العضوية مثل الخشب (دخان الخشب وناتجه من التقطير شبه الجاف ، وطور البخار الدخان الخشب) والفحم أو زيت الوقود تفاعلات تفكك حرارية تنتج عددا كبيرا من هيدروكربونيات العطرية عديدة الحلقات (میز نحو 250 منها) مع أكثر من ثلاثة حلقات بنزينية مصهورة بصورة مستقيمة أو مائلة، وهي كلها رطنة بدرجات مختلفة. أن كمية وتنوع هذه المركبات المتولدة يتأثر عامة بالظروف التي يتم فيها الحرق . يستخدم بنزو (a) بيرين (BaP)کمر کب دليل.
يتسبب في تلوث الأغذية بمركبات عديدات الحلقات الهيال من الجو (كما يحدث عادة مع الفاكهة والخضار الورقية في المناطق الصناعية) أو بالتجفيف المباشر للحبوب باستعمال غازات الاحتراق، أو بالتدخين أو بالشوي شوي المباشر على الفحم ، تدخين النقانق، أو السمك، تحميص القهوة). تتراكم PAHs في النسج عالية الدهن. ويجب أن لا يتجاوز کميتها في اللحم ومنتجات اللحوم المصنعة 1 ميكروغرام / كغ في الناتج النهائي مقاسة على أساس BaP. وقد تم خفض التلوث با BaP إلى هذا الحد باستعمال تقنيات التدخين الحديثة. ويمكن تحمل كحد أقصى 5 ميكروغرام / كغ من BaP في السمك المدخن . وقد وجدت قيم أقل من 1.6% ميكروغرام / كغ في 95% من العينات المختبرة في مراقبة الأغذية في عام 2005.
2- فوران Furan
يحتمل أن يكون الفوران مادة مسرطنة. وتحدث في الأغذية المعرضة للحرارة. خاصة في القهوة المحمصة. وقد أعطى التحليل باستخدام التخفيف والنظائر باستعمال [ H ] - فوران كمعيار داخلي 2.4-4.3 ملغ / كغ في مختلف المنتجات من مساحيق القهوة. كما تحوي أغذية الأطفال مثل هريس الجزر وهريس البطاطا والسبانخ على 74 و 75 ميكروغرام / كغ بالتالي. يتشكل الفوران من الحموض الأمينية التي تعطي أسيت ألدهيد وغلايكول ألدهيد بتأثير التدرك الحراري. يتبعها خطوات تفاعل يدخل فيها تكاثف الألدول، وتحليق وإزالة الماء. ومن طلائع الفوران أيضا الكربوهيدرات والحموض الدهنية اللامشبعة وأشباه الكروتين. ويتشكل الفوران من التحلل الحراري لحمض اسكوربيك .
كريلاميد Acrylamide
استعمل البولي أكريلاميد د، الذي ينتج من مونومير أكريلاميد بروبن أمید) لعقود في مختلف العمليات الصناعية، مثال کمادة تندفة في معالجة ماء الشرب. تم إنجاز العديد من الدراسات السمية على الأكريلاميد لأسباب تتعلق بالصحة المهنية وسلامتها. وقد وضحت هذه الدراسات التعرض الكبير (i) ينضم الأكريلاميد إلى الهيموغلوبين في الدم . (ii) يستقلب إلى مادة نشيطة ابوکسید غلاسیدامید و (iii) مسرطن عند التعرض المزمن في الحيوانات المختبرة. ولهذه الأسباب وضع الأكريلاميد منذ 20 سنة في الفئة 2A II من المواد المسرطنة. وحسب أدلة الاتحاد الأوروبي لماء الشرب يجب أن لا يزيد تركيز الأكريلاميد عن 0.1 ميكروغرام / ل .
من المعروف منذ زمن وجود تراكيز عالية نسبية من الأكريلاميد في دخان التبغ، ولكن في عام 2002 وصف هذا المركب لأول مرة كمكون في مختلف أنواع الأغذية المعاملة حرارية ، وبخاصة في منتجات البطاطا المصنعة مثل الرقائق كما يحوي الخبز والكيك الجيدين تراكيز عالية نسبيا. ويستعمل اليوم للتعيين الكمي، وبصورة رئيسية، المقايسة بالنظائر المستقرة مع GC - MS أو LC - MS مع استعمال الأكريلاميد الموسوم بديتيريوم أو الكربون. يدل اختلاف تركيز الأكريلاميد في الأغذية ضمن مجال واسع على أن المواد الأولية وشروط الإجراءات التصنيعية لها دور مؤثر معتد على تشكيل الاکریلامید . وهكذا يمكن القول إن تشكيل الأكريلاميد في منتجات البطاطا تغير بوضوح اعتمادا على طرز البطاطا، وأن تركيز الاکریلامید ينخفض بوضوح عند خفض درجة حرارة التسخين كما في القلي العميق. يتشكل الاکریلامید بصورة مفصلة بتفاعل الحمض الأميني اسبارجين مع الكربوهيدرات المرجعة (أو نواتج تدر کها). وفي الحقيقة دلت الدراسات مع الاسبارجين الموسوم بالنظائر أن الهيكل الكربوني للحمض الأميني به في الأكريلاميد. وهكذا فإن تشكيل الأكريلاميد ، كما في حالة البطاطا، يحدث بعد التسخين لفترة ، ويرتبط أفضل ما تركيز الغلوكوز والفركتوز في البطاطا الطازجة أكثر من ارتباطه مع تركيز الأسبار جين الحر ، رغم أن البطاطا فيها تركيز عال جدا من الاسبارجين الحر وبمعدل 2-4 غ / كغ وزن جاف . وفي حالة خبز الزنجبيل ، بالإضافة إلى تركيز الأسبار جين الحرفيه فإن الذي استعمل كمسحوق خبير مميز على أنه معزاز لتشكيل الأكريلاميد.
ومن الطرق التي يمكن خفض تركيز الأكريلاميد في الأغذية، بالإضافة طبعا إلى الحلمهة الإنزيمية للأسبارجين بالأسبارجیناز، استعمال مضافات مختلفة، خفض رقم pH، وخفض درجة الحرارة واستنادا إلى حسابات حديثة يبلغ المدخول اليومي للاکریلامید من الأغذية في ألمانيا نحو 0.57 ميكروغرام / كغ وزن الجسم.

### النترات، النتريت Nitrate , Nitrite
تستطيع النباتات التي تعود إلى المجموعة A أن تخزن نترات أكبر بكثير من تلك الموجودة في المجموعة B ، حيث تعتمد كمية النترات فيها ، من ضمن أمور أخرى ، على كمية السماد الآزوتي المستعمل في نموها . حتى الضوء يلعب دورا لأن بعض النباتات تخزن نترات أكثر عندما تفقد الضوء، بالإضافة طبعا إلى خصائص التربة . ويعد من مصادر النترات للإنسان الأغذية الحيوانية وماء الشرب. وقد حسب من الدراسة الوطنية للاستهلاك أن مدخول النترات كان عالية في الأطفال من عمر 64 سنوات. يتبعه النساء والرجال الذين يفضلون الفواكه والخضار في وجباتهم بدلا من اللحم والسمك. ووجد أن الجرعة المقبولة يوميا من النترات تستعمل من قبل 23-40% من السكان.
من الجدير بالملاحظة أن كمية النترات المتشكلة كل يوم في عضوية الإنسان تبلغ نحو 1 ملغ / كغ وزن الجسم، وهي تعادل تمام مدخولها من الأغذية . وطليعة النترات في الإنسان الأرجينين الذي ينشطر ليعطي NO وستيرولین. يتأكسد NO إلى، N2O3 ، الذي يتفاعل مع الماء ويعطي نترات. يؤكسد الهيموغلوبين النتريت إلى نترات، مؤدية إلى إعطاء میتیموغلوبين الذي لا يستطيع نقل الأكسجين . ولذلك فإن النترات سامه وبخاصة للأطفال (زراق) لأن ميتيموغلوبين رودکتاز لديهم لا تزال ضعيفة النشاط . ويقوم هذا الإنزيم بإرجاع ميتيموغلوبين إلى هيموغلوبين. تبدأ سمية النترات من إرجاعها إلى نتريت بوساطة البكتريا. ففي الإنسان حوالي 25% من النترات الممتصة منا الأغذية تزال باللعاب وحتى 7% منها يرجع إلى نتريت في التجويف الفموي خلال 24 ساعة عبر نشاط نترات رودکتاز البكتيري وينقل إلى المعدة. ونحو 90% من كمية النتريت التي تصل الجهاز الهضمي تأتي من إرجاع النترات . قاد إرجاع النتريت بوساطة البكتيريا إلى الفرض أن نتروز وأمينات السامة يمكن أن تتشكل داخلية من نترزة الأمينات، وهذا الخطر قد تم تضخيمه. فالنترزة الداخلية المنشأ وصفت بأنها عمليا لا يعتد بها في تقرير التغذية منذ عام 1996.
نتروزوأمينات ، نتروزوأميدات Nitrosamines , Nitrosamides
النتروزو أمينات والنتروزو أميدات كلاهما مسرطنات قوية. ويحصل عليها من تفاعل الأمينات الثانوية والأميدات مستبدلة ال N وحمض نتروز . إن أيون نتروزو نیم * NO أو نتروزیل هالوجينين XNO هي المادة المتوسطة الفعالة.
تم تحري وجود نتروز وأمينات بكميات مختلفة في كثير من الأغذية. وأكثر مرکباتها شيوعا ثنائي ميتيل نتروزو أمين، وهو أيضا أكثرها قوة على السرطنة. وأرجعت بعض الفعالية إلى نتروزو بیریدین ونتروزو بیرولیدین. ففي منتجات اللحوم المنضجة والمعالجة ملح التخليل وجد أن 30% من العينات تحوي نتروزو ثنائي ميثيل أمين (NDMA
يزداد ترکیز نتروزو بیرولیدین (kg / wg 1.5) في منتجات اللحوم بمعدل حوالي 10 أضعاف إلى kg / wg 15.4) خلال التحميص أو القلي ويقدر أن متوسط المدخول اليومي من نتروزو أمينات يتراوح بين mg 0.1 نتروزو ثنائي ميتيل أمين و 0.1 mg نتروزو بیر ویليدين ويصل بالمجموع العام إلى mg 1. إن تثبيط تفاعل النترزة ممكن، ويقوم به حمض اسكوربيك الذي يؤكسد بالنتريت إلى شكله ديهايدرو في حين ترجع النتريت إلى NO. وبشكل مشابه تقوم توكوفيرولات وبعض مكونات الأغذية بتثبيط تفاعلات الاستبدال. ومن الإجراءات المناسبة لخفض خطورة النتروزو أمينات الداخلية أو الخارجية نذكر: ¤ خفض النترات والنتريت المضافة إلى اللحوم المصنعة
¤ إن التخلي الكامل عن استعمال النتريت هو خطر صحي كبير لوجود مخاطر من التسمم البكتيري وبخاصة التسمم من المطية الوشيقية.
¤ إضافة مثبطات (حمض اسكوربيك، توكوفيرولات).
¤ خفض محتوى الخضار من النترات.

## قياس السمية
يمكن قياس السموم بتتبع آثارها على الهدف (سواءً كان كائنًا، أو جهازًاً، أو نسيجًا أو خلية)، وذلك لأن الأفراد عادة ما يكون لديهم مستويات مختلفة من الاستجابة لنفس الجرعة من المادة السامة، ولكن يمكن أيضاً استخدام مقاييس للسمية على مستوى المجتع والسكان لتقدير احتمالية تعرض الفرد في المجتمع إلى التعرض للمضاعفات المحتملة إذا ما أخذ جرعة معينة من السم، ومن الأمثلة على ذلك استخدام الجرعة المميتة الوسطية لتقدير سمية المواد وهي الجرعة اللازمة لقتل نصف أفراد العينة، فكلما قلت الجرعة المميتة الوسطية كلما دل ذلك على سمية المادة، وعند عدم وجود بيانات دقيقة يتم إجراء مقارنة للأشياء السامة المماثلة المعروفة، فعلى سبيل المثال، إذا كانت جرعة من مادة سامة آمنة لفأر مختبر، فيمكن للمرء أن يفترض أن عُشر تلك الجرعة آمن للإنسان، مما يسمح بوجود عامل آمان من 10 للاحتياط وذلك بسبب الاختلاف في النوع، أما إذا كانت البيانات من الأسماك، فيمكن للمرء أن يستخدم عامل أمان من 100 للفروقات بين الأسماك والثدييات (فئتين مختلفتين من الحبليات)، وبالمثل، يمكن استخدام عامل أمان عالي للأفراد الذين يعتقد أنهم أكثر عرضة للتأثيرات السامة كما هو الحال في الحوامل أو الذين يعانون من أمراض معينة، وعند تقييم مادة كيمائية جديدة وغير مدروسة سابقاً يمكن مقارنتها بالموادة الآخرى المدروسة إذا ما اعتقد أن المادتين متشابهتين جداً ولكن مع إضافة عامل آمان من 10 لمراعاة الفروق الممكنة بينهما مع أن الفروق لا تتطلب في العادة مثل هذا المستوى من الأمان، وذلك لأن هذا النهج تقريبي متحفظ جدًا بما يسمح من تطبيقه على مجموعة كبيرة من المواد.

## التصنيفات العالمية للسمية

رمز المواد السامة حسب النظام العالمي المتوافق لتصنيف وترميز المواد الكيميائية.

يجب أن تصنف المواد التي يتم التعامل معها بعناية وبشكل مناسب ويجب أن تُعلم هذه المواد بالأخطار المرتبطة بها، ويجري التصنيف بناء على الاختبارات والمقاييس المعتمدة والمشرعة من العلماء والحكومات، وللعديد من البلدان لوائح مختلفة عن بعضها البعض فيما يتعلق بأنواع الاختبارات وكمياتها وبطرق تحديد المستويات الآمنة والسامة، ويوجد نظام عالمي يهتم بثلاثة مجالات: المخاطر الفيزيائية (الانفجارات والصواريخ النارية)، والمخاطر الصحية، والمخاطر البيئة، فمثلاً المخاطر الصحية هي أنواع من السميات التي قد تسبب الفتك لكامل الجسم، أو قد تبطش بأجهزة معينة، أو تسبب السرطان.

## العوامل المؤثرة على السموم
سمية مادة يمكن أن تتأثر بالعديد من العوامل المختلفة كالمسار الذي أُدخلت أو أعطيت من خلاله المادة (سواء كان ذلك عبر وضعها على الجلد أو احتكاكها به أو عبر بلعها أو استنشاقها أو بالحقن المباشر) ووقت أو مدة التعرض للمادة (لقاء قصير أو طويل الأجل) وعدد مرات التعرض (جرعة واحدة أو جرعات متعددة على مر الزمن) والشكل المادي للمادة السامة (صلبة أو سائلة أو غازية) والتركيب الجيني للفرد والصحة العامة له وغيرها الكثير من العوامل.
وتُوجد العديد من المصطلحات المستخدمة لوصف هذه العوامل كالتعرض الحاد والتعرض المزمن:
- التعرض الحاد: ويقصد به التعرض الوحيد لمادة سامة مما قد يتسبب في الضرر البيولوجي الشديد أو بالموت حتى، وعادة ما يتميز التعرض الحاد بأن مدة التعرض لا تتجاوز اليوم الواحد.
- التعرض المزمن: ويحدث التعرض المستمر لمادة سامة بالتعرض لها على مدى فترة طويلة من الزمن غالبًا ما تقاس بالأشهر أو السنوات، ويمكن أن يتسبب في آثار جانبية لا رجعة فيها.